# Polskie Sieci Elektroenergetyczne

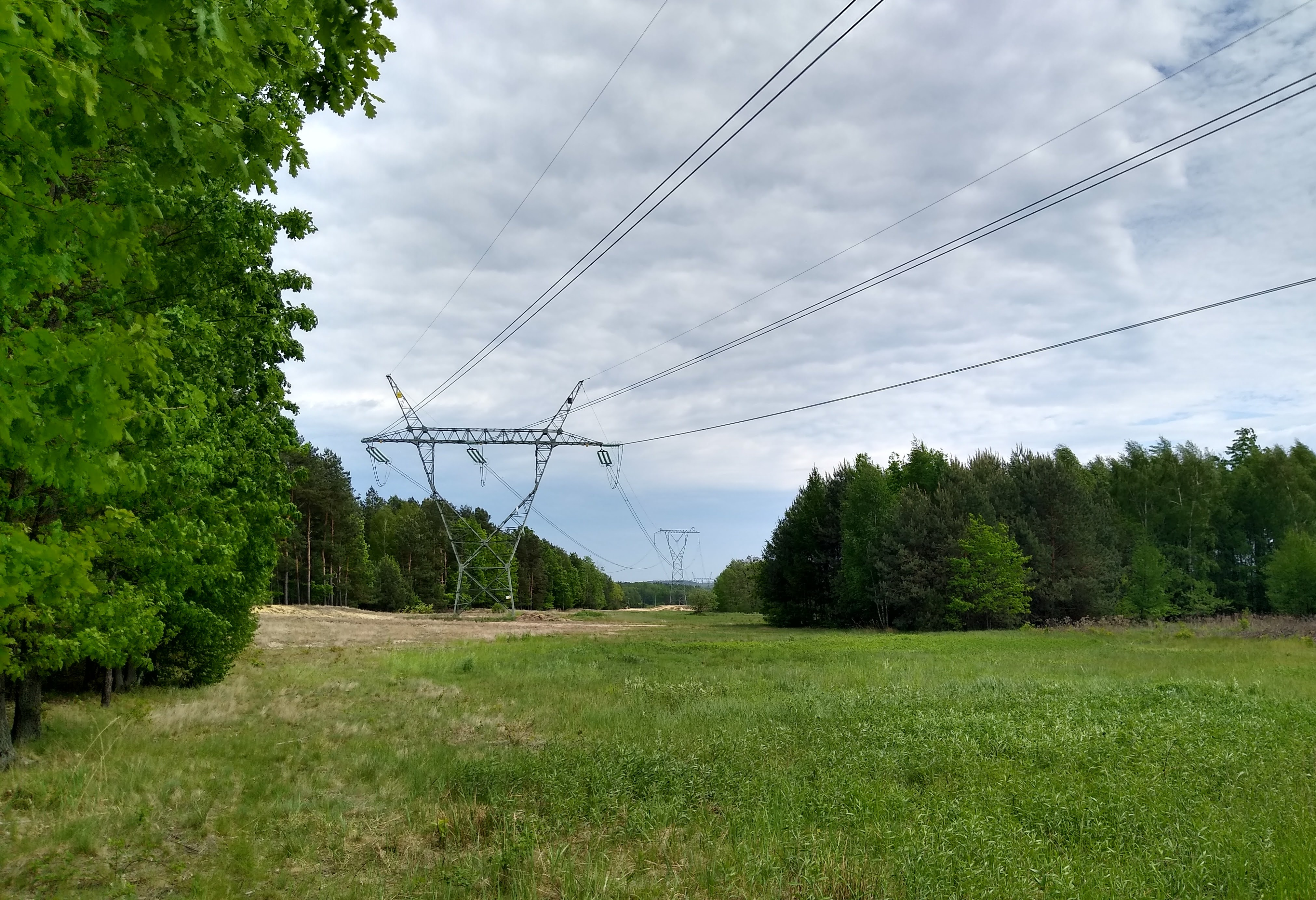
Sieć najwyższego napięcia 400 kV Rzeszów-Połaniec będąca własnością spółki

Polskie Sieci Elektroenergetyczne SA (PSE SA) – jednoosobowa spółka Skarbu Państwa zarządzająca Krajowym Systemem Elektroenergetycznym w Polsce jako operator systemu przesyłowego będący właścicielem sieci najwyższych napięć (NN), z siedzibą w Konstancinie-Jeziornie, przy ulicy Warszawskiej 165.
Właściciel spółki jest reprezentowany przez Pełnomocnika Rządu do spraw Strategicznej Infrastruktury Energetycznej, który posiada zgodnie z Kodeksem Spółek Handlowych wszelkie uprawnienia Walnego Zgromadzenia.
Ogólne przychody przedsiębiorstwa w 2012 r. wyniosły blisko 7100 mln złotych, przychody ze sprzedaży wyniosły blisko 6800 mln złotych.
| przychody ze sprzedaży | 2020     | 2021      | 2022      |
| ---------------------- | -------- | --------- | --------- |
|                        | 9.17 mld | 17,19 mld | 25,47 mld |

## Historia
Historia przedsiębiorstwa korzeniami sięga powołanej 2 sierpnia 1990 r. spółki PSE SA, spółki-matki Grupy Kapitałowej PSE (GK PSE), jednej z największych grup w Polsce i ważnego podmiotu w zakresie przesyłu energii elektrycznej w Europie Środkowej i Wschodniej, która ostatecznie połączyła się z Polską Grupą Energetyczną. Zakres relacji pomiędzy PSE SA a innymi spółkami Grupy Kapitałowej określała umowa holdingowa dotycząca zasad ładu korporacyjnego.
Obecny podmiot został wydzielony z niej 1 lipca 2004 r. jako PSE-Operator SA, przy okazji oddzielenia krajowego obrotu energią elektryczną od działalności przesyłowej, a następnie w styczniu 2013 r. zmienił nazwę na PSE SA.

## Zakres działalności
Działalność Polskich Sieci Elektroenergetycznych SA obejmuje:
- działalność podstawowa:
  - przesył energii elektrycznej
  - eksploatacja sieci przesyłowej
  - krajowy i zagraniczny obrót energią elektryczną
- działalność pozostała:
  - usługi wsparcia dla spółek Grupy Kapitałowej PSE
  - dzierżawa IT (systemów informatycznych)
  - wynajem powierzchni biurowych.

Działalność PSE SA wspierana jest przez spółki zależne w zakresie:
- analiz, badań, nowych technologii i rozwiązań informatycznych przez PSE Innowacje Sp. z o.o.

Polskie Sieci Elektroenergetyczne SA, na podstawie decyzji Prezesa Urzędu Regulacji Energetyki, pełnią też rolę Operatora Informacji Rynku Energii, zarządzając Centralnym Systemem Informacji Rynku Energii (CSIRE).